# Карбондейл (Иллинойс)
Ка́рбондейл (англ. Carbondale) — город на севере США, в округе Джэксон, штат Иллинойс. Расположен в 154 км к юго-востоку от Сент-Луиса, штат Миссури, у северной окраины Национального леса Шоуни. По переписи населения 2010 года в городе проживали 25 902 человек.
По результатам опроса журнала «Жизнь в маленьких городах Америки» получил титул «Лучший маленький город штата Иллинойс» в 1990 и 1997 годах.

## География
Карбондейл расположен в бассейне реки Биг-Мадди, на высоте 126 м над уровнем моря (37°43′35″ с. ш. 89°13′13″ з. д.).
По данным бюро переписи населения США, город имеет общую площадь 41,7 км² (16,1 миль²), из которых 0,52 км² (0,2 миль²) территории — вода.

### Климат

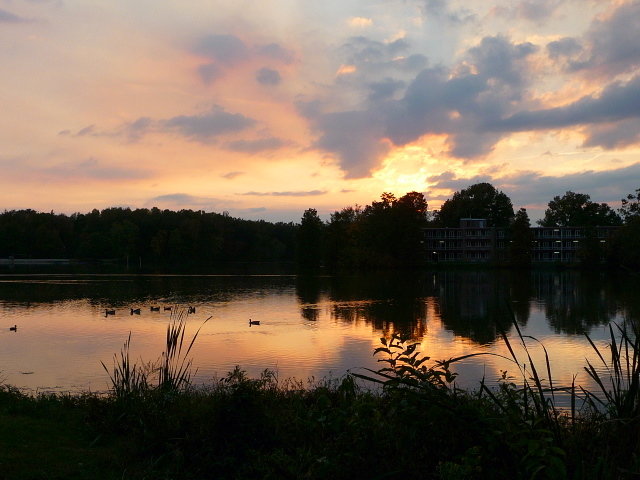
Закат над озером на кампусе университета Южного Иллинойса

Карбондейл находится в переходной зоне между влажным климатом континентального типа и влажным субтропическим климатом.
Весна характерна самыми обильными осадками в году, а также самыми нестабильными погодными условиями. Когда холодный арктический воздух из Канады смешивается с тёплым, влажным воздухом из Мексиканского залива возникают мощные бури, часто сопровождаемые сильными грозами с крупным градом, разрушительными ветрами, смерчами и торнадо.
Лето — часто жаркое и влажное. Температура воздуха достигает 38° С (100 °F) в среднем около 1 или 2 дней в году, а также держится около 32 °C (90 °F) при высокой влажности в среднем от 38 до 40 дней в году.
Осень приносит мягкие, комфортные температуры воздуха с более низкой влажностью. Уровень осадков средний. Первый снег, как правило, выпадает с середины до конца ноября.
Зимы обычно холодные и снежные. Максимальные температуры находятся ниже 0° С (32 °F) в среднем 20 дней в году, а минимальные — ниже 0° С (32 °F) в среднем 110 дней в году. Обычно 4—5 дней температура воздуха может находиться ниже отметки в −18° С (0 °F).
Среднегодовая температура составляет 12,6 °C (54,6 °F), а среднее количество осадков — 1170 мм. Минимальная температура за всю историю наблюдений была зафиксирована в январе 1977 года на отметке −31,6° С (-25 °F), максимальная — в августе 1930 года и составила 45° С (113 °F).
| Показатель                                            | Янв.  | Фев. | Март  | Апр. | Май   | Июнь  | Июль | Авг. | Сен. | Окт. | Нояб. | Дек.  | Год   |
| ----------------------------------------------------- | ----- | ---- | ----- | ---- | ----- | ----- | ---- | ---- | ---- | ---- | ----- | ----- | ----- |
| Абсолютный максимум, °C                               | 24,4  | 26,1 | 33,8  | 33,3 | 38,3  | 41,1  | 44,4 | 45   | 42,2 | 35,5 | 31,3  | 25    | 45    |
| Средний суточный максимум, °C                         | 4     | 7,4  | 12,9  | 19   | 24,1  | 28,9  | 31   | 30,4 | 26,6 | 20,6 | 13    | 6,55  | 18,7  |
| Средняя температура, °C                               | 1     | 3    | 8     | 13   | 19    | 24    | 26   | 25   | 21   | 14   | 18    | 2     | 14,5  |
| Средний суточный минимум, °C                          | −6,2  | −4,3 | 0,8   | 5,7  | 11,1  | 16,3  | 18,8 | 17,2 | 12,8 | 6,2  | 1,6   | −3,5  | 6,4   |
| Абсолютный минимум, °C                                | −31,6 | −30  | −23,9 | −6,6 | −1,1  | 3,9   | 5,5  | 5    | −1,1 | −8,8 | −18,3 | −25,5 | −31,6 |
| Норма осадков, мм                                     | 73,9  | 76,4 | 107,9 | 123  | 121,4 | 113,5 | 85   | 100  | 79,5 | 74,4 | 117,3 | 94,2  | 1164  |
| Источник: Monthly Averages for Carbondale, IL (62901) |       |      |       |      |       |       |      |      |      |      |       |       |       |

## Демография
По данным переписи населения 2000 года, общая численность населения составляла 25 597 человек. Зарегистрировано 11 005 домовладений. По данным переписи 2010 года население выросло до 25 902 человек.
Распределение населения по расовому признаку:
- белые — 66,08 %
- афроамериканцы — 23,41 %
- коренные американцы — 0,22 %
- азиаты — 6,67 %
- латиноамериканцы — 3,05 % и др.

Из 9981 семей, проживающих в городе, 17,0 % имели детей в возрасте до 18 лет, которые жили вместе с родителями, 22,1 % — супружеские пары, живущие вместе, 10,1 % семей — женщины без мужей, а 21,5 % не имели семьи. 6,9 % всех домовладений состоят из одиноких людей в возрасте 65 лет и старше. Средний размер домовладения 2,33 человек, а средний размер семьи — 2,78.
Распределение населения по возрасту:
- до 18 лет — 15,8 %
- от 18 до 24 лет — 35,4 %
- от 25 до 44 лет — 27,1 %
- от 45 до 64 лет — 12,5 %
- от 65 лет — 9,3 %

Средний возраст составляет 25 лет. На каждые 100 женщин приходится 106,2 мужчин. На каждые 100 женщин возрастом 18 лет и старше — 105,6 мужчин.
Годовой доход на домовладение составляет в среднем $ 27 882, на семью — $ 34 601. Доход на душу населения — $ 13 346. Средний доход мужчин — $ 30 217, женщин — $ 24 114.

## История

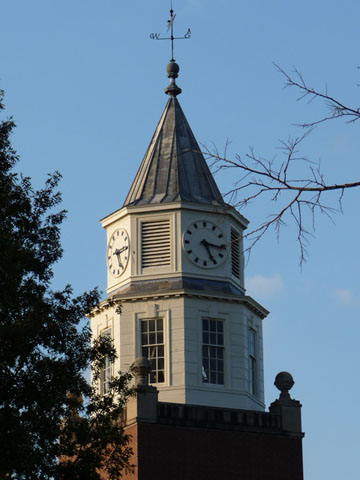
Часовая башня Паллиам-Холл

В августе 1852 года Даниэль Хармон Браш, Джон Коннер Эсгилл и доктор Уильям Ричарт купили 360 акров (1,45 км²) земли вдоль полосы отвода железной дороги Illinois Central Railroad с целью основать здесь новый город. Выбранное место было выгодно расположено между станциями Marion и Murphysboro, а также между запланированных станций Makanda и De Soto. Железная дорога стала определяющим фактором в расположении поселения и должна была играть важную роль в развитии будущего города и южной части штата Иллинойс в целом. Первый поезд прошёл здесь в День независимости 1854 года, к этой дате было приурочено и создание сообщества.
К гражданской войне Карбондейл был ещё фактически селом, с населением около 1150 человек, большинство из которых проявляли симпатии к Союзу. Браш, Коннер и Джон Логан были в числе выдающихся граждан Карбондейла, кто боролся за север. В общей сложности 250 мужчин города участвовали в войне, 55 из них погибли. 29 апреля 1866 года на кладбище Вудлоу отмечался первый День памяти.
После войны Карбондейл продолжал развиваться как торговый и транспортный центр. Железная дорога сделала возможной отгрузку угля, добываемого в Южном Иллинойсе, и фруктов. К этому времени город также становится образовательным центром после того, как здесь основан колледж Карбондейла, который в 1866 году стал колледжем Южного Иллинойса. Впоследствии, городу удалось выиграть тендер и на строительство новой школы подготовки учителей для региона и Педагогического университета Южного Иллинойса, открывшегося в 1874 году.

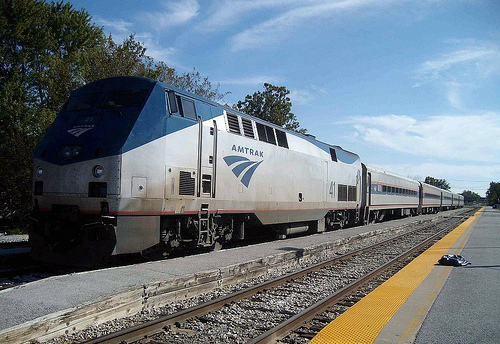
Поезд корпорации Amtrak на железнодорожном вокзале Карбондейл

В 1890-х годах университет получил ряд дополнительных зданий, железная дорога продолжала успешно развиваться, росло население города, создавались новые предприятия. В 1891 году была создана компания Carbondale Electric, в 1900 году основана Public Water Works, а в 1903 году — Carbondale Telephone Company. За 50 лет своего существования город стал коммерческим, промышленным и образовательным центром региона.
К 1947 году колледж получил статус университета и был переименован в Университет Южного Иллинойса. С тех пор он становится движущей силой в экономике города и, по сути, является центром высшего образования и культуры во всём Южном Иллинойсе. Количество учащихся увеличилось с 2711 студентов в 1947 году до 23 000 студентов в 1980 году. Население города выросло с 10 921 человек в 1950 году до 26 414 человек в 1980 году, то есть более чем на 140 %. В сфере образования заняты около 40 % трудоспособных граждан, что эквивалентно примерно 6000 человек.
В году город был награждён премией «All-America City Award» (с англ. — «Всеамериканский город») присуждаемой Национальной гражданской лигой, которую неофициально называют «Нобелевской премией за конструктивное гражданство» и которая выдается за активную гражданскую позицию жителей некорпоративных сообществ Соединённых Штатов в жизни местного самоуправления.

## Правительство
Карбондейл управляется городским советом, в который входят семь выборных должностных лиц города: мэр и шесть депутатов, избираемых сроком на четыре года. Мэр назначает руководителей департаментов. Город содержит такие службы как полиция и пожарные части, предоставляет услуги в области общественных работ, содержания библиотек и др. Некоторые советы и комиссии позволяют участвовать в них жителям города, с целью преодоления разрыва между гражданами и правительством. Карбондейл является самоуправляемым муниципальным образованием. В 2010 году город утвердил новый всеобъемлющий план развития, в котором были поставлены цели на будущее и пути их достижения. 5 апреля 2011 года избран новый мэр города Джоэл Фрицлер.

## Города-побратимы
У Карбондейла 3 города-побратима:
- Тайнай, Ниигата, Япония
- Тайнань, Тайвань
- Шимла, Химачал-Прадеш, Индия

## Известные жители и уроженцы
- Агнес Эйрс — актриса немого кино.
- Шон Колвин — современная певица, автор-исполнитель в жанре фолк-музыки.
- Деннис Франц — актёр.
- Уолт Фрейзер — профессиональный баскетболист, выступавший в Национальной баскетбольной ассоциации.
- Бакминстер Фуллер — архитектор, дизайнер, инженер и изобретатель.
- Джон Гарднер — писатель.
- Пол Гилберт — гитарист.
- Трой Хадсон — профессиональный баскетболист и хип-хоп исполнитель.
- Лори Меткалф — актриса, лауреат премии Эмми и Тони.
- Джон Райли Тэннер — политик, губернатор штата Иллинойс от Республиканской партии в 1897—1901.